# Leptaulax glaber
Leptaulax glaber is een keversoort uit de familie Passalidae. De wetenschappelijke naam van de soort is voor het eerst geldig gepubliceerd in 1877 door Kirsche.